# NGC 5052
NGC 5052 is een lensvormig sterrenstelsel in het sterrenbeeld Hoofdhaar. Het hemelobject werd op 10 april 1831 ontdekt door de Britse astronoom John Herschel.

## Synoniemen
- UGC 8330
- ESO 444-1
- MCG 5-31-165
- PGC 46131
- ZWG 160.171